# Один полтинник 1924 года
Оди́н полти́нник 1924 го́да (бытовое название «Кузне́ц») — серебряная монета СССР номиналом в «полтинник» (половина рубля, 50 копеек), чеканившаяся с 1924 по 1927 год.

## История
Монета была впервые выпущена в 1924 году и соответствовала по весу, размеру и металлу монете в 50 копеек образца 1921 года, которая в свою очередь соответствовала полтинникам Российской империи. В отличие от монеты 1921 года, на монете 1924 года содержала не надпись «50 копеек», а «Один полтинник» также полностью изменился её дизайн. 
В 1925 году были выпущены пробные варианты полтинника из бронзы, не поступившие в обращение (экземпляры хранятся в музее Гознака) массой 6 грамм. В 1927 году были выпущены пробные экземпляры из меди. В том же году выпуск полтинников из серебра был прекращён в целях экономии драгоценных металлов. 
Является одной из самых известных и распространённых серебряных монет периода СССР. Несмотря на это, существует ряд редких разновидностей монет, имеющих высокую ценность на нумизматическом рынке.

## Полтинники английской чеканки
Из-за чрезмерной загрузки Ленинградского монетного двора, часть заказа была передана Королевскому монетному двору в Англии, вместе с заказом на чеканку полтинников. Изначально штемпели были созданы на месте, однако отклонения от пробы металла и некоторые детали изображения не удовлетворили советскую сторону. Такие пробные монеты хранятся в музеях КМД и ГИМа. За соответствием монет установленной пробе следил старший пробирер Томас Кирк Роуз . Изначально был размещен заказ на чеканку 40 000 000 полтинников с отправкой их партиями по 5 000 000, но из-за трудности реализации отправка была крайне нерегулярной.

## Описание
Монета имеет круглую форму, диаметр 26,7 мм. Она изготавливалась из серебра 900-й пробы, то есть содержала 9 граммов чистого серебра при общем весе 10 граммов.
Лицевая и оборотная стороны монеты имеют выступающий кант по окружности, вдоль которого тянется ободок из точек. На аверсе монеты имеется изображение бьющего по наковальне молотом кузнеца. Рядом с наковальней лежит плуг. На реверсе по кругу тянется коммунистический девиз — «Пролетарии всех стран, соединяйтесь!». Надпись отделена от герба сплошной линией, начало и конец которого имеет небольшой завиток. Ниже присутствует изображение Герба СССР с шестью перевязками ленты на колосьях пшеницы (по числу языков входивших тогда союзных республик). Рядом с этим гербом расположено название страны СССР рукописным шрифтом, а ещё ниже написано указание номинала. Эта надпись отделена от герба чертой. Основной чертой определяющей разновидности монет был гурт, на полтинники Ленинградской чеканки наносилась надпись П • Л, инициалы минцмейстера Петра Латышева, Лондонской — Т • Р, инициалы старшего пробирера Томаса Роуза. Ранние Лондонские образцы носили метку Ѳ • Р, полученную неправильным переводом имени Томас как Фома. Такие монеты считаются раритетом. Часть заготовок имели ошибочный гурт с метками АГ или ВС, ни Артур Гартман, ни Василий Смирнов к тому времени не были минцмейстерами ЛМД. Известны экземпляры с гладким гуртом или полированного чекана, выпущенные по заказу ВОФ.